# Nun komm, der Heiden Heiland, BWV 61
Nun komm, der Heiden Heiland (BWV 61) ist eine Kirchenkantate von Johann Sebastian Bach. Er komponierte sie 1714 in Weimar für den 1. Advent, den 2. Dezember 1714.

## Geschichte und Worte
Bach schrieb die Kantate im Jahr seiner Ernennung zum Konzertmeister am Hof von Johann Ernst von Sachsen-Weimar für den 1. Sonntag im Advent und führte sie am 2. Dezember 1714 in der Schlosskirche erstmals auf. Die vorgeschriebenen Lesungen waren Röm 13,11–14  und Mt 21,1–9 , der Einzug Jesu in Jerusalem. Der Textdichter Erdmann Neumeister übernimmt die erste Strophe von Martin Luthers Nun komm, der Heiden Heiland, dem Hauptlied des 1. Advent, für den Eingangschor und benutzt als Schlusschoral den Abgesang der letzten Strophe von Philipp Nicolais Wie schön leuchtet der Morgenstern. Der dritte Satz enthält die Bitte um ein „selig neues Jahr“, da mit dem ersten Adventssonntag das neue Kirchenjahr beginnt. In Satz 4 zitiert Neumeister aus Offb 3,20  „Siehe, ich stehe vor der Tür und klopfe an. So jemand meine Stimme hören wird und die Tür auftun, zu dem werde ich eingehen und das Abendmahl mit ihm halten und er mit mir“. Der Dichter verbindet die Motive vom Einzug Jesu in Jerusalem und seiner Wiederkunft (aus der Offenbarung) mit der persönlichen Bitte um den Einzug in das Herz des Glaubenden.
Bach führte die Kantate in seinem ersten Jahr in Leipzig am 28. November 1723 erneut auf.

## Besetzung und Aufbau
Die Kantate ist wie andere Kantaten aus Weimar klein besetzt mit drei Solisten, Sopran, Tenor und Bass, vierstimmigem Chor, zwei Violinen, zwei Violen und Basso continuo.
1. Coro: Nun komm, der Heiden Heiland
2. Recitativo (Tenor): Der Heiland ist gekommen
3. Aria (Tenor): Komm, Jesu, komm zu deiner Kirche
4. Recitativo (Bass): Siehe, ich stehe vor der Tür
5. Aria (Sopran): Öffne dich, mein ganzes Herze
6. Choral: Amen, Amen, komm du schöne Freudenkrone

## Musik
Mit dem 1. Advent beginnt das Kirchenjahr. Bach schrieb den Eingangschor aus diesem Anlass als Choralphantasie in Form einer Französischen Ouverture, die dem Ablauf langsam – schnell (Fugato) – langsam folgt. Der französische König pflegte zur Ouverture eine Vorstellung zu betreten; Bach huldigte einem anderen König. Zwei Zeilen der Choralmelodie sind im ersten langsamen Abschnitt verarbeitet, die dritte Zeile ist als bewegtes Fugato gestaltet, die letzte Zeile wieder langsam. Die Melodie von Zeile 1 erscheint zuerst im Continuo und wird dann von allen Stimmen nacheinander vorgetragen zum feierlich punktierten Rhythmus im Orchester. Zeile 2 ist vierstimmig in den Orchestersatz eingebettet, während die Instrumente im schnellen Abschnitt colla parte spielen, Zeile 4 ähnelt Zeile 2.
Das Rezitativ beginnt secco, wird jedoch als Arioso weitergeführt, mit Imitation von Tenor und Continuo. Die Tenor-Arie wird von allen Violinen und Violen unisono begleitet. Satz 4, das Bibelzitat, ist dem Bass anvertraut als der Vox Christi, das Anklopfen ist durch pizzicato der Streicher ausgedrückt. Die Antwort ist ein persönliches Gebet des Soprans, das nur vom Continuo begleitet wird, mit einem adagio bezeichneten Mittelteil. Im Schlusschoral spielen die Violinen eine jubelnde fünfte Stimme zum vierstimmigen Chorsatz.

## Einspielungen
LP/CD
- J.S. Bach Collector’s Series. Helmut Kahlhöfer, Kantorei Barmen-Gemarke, Deutsche Bachsolisten, Ingeborg Reichelt, Theo Altmeyer, Eduard Wollitz. Bach Recordings, BACH 1117 (LP), 1966.
- Bach Cantatas Vol. 1 – Advent and Christmas. Karl Richter, Münchener Bach-Chor, Münchener Bach-Orchester, Edith Mathis, Peter Schreier, Dietrich Fischer-Dieskau. Archiv Produktion, 1971.
- Bach Made in Germany Vol. 4 – Cantatas VIII. Hans-Joachim Rotzsch, Thomanerchor, Neues Bachisches Collegium Musicum, Arleen Augér, Peter Schreier, Siegfried Lorenz. Eterna, 1981.
- J.S. Bach: Complete Cantatas Vol. 2. Ton Koopman, Amsterdam Baroque Orchestra & Choir, Barbara Schlick, Christoph Prégardien, Klaus Mertens. Antoine Marchand, 1995.
- Bach Cantatas Vol. 13: Köln/Lüneburg. John Eliot Gardiner, Monteverdi Choir, English Baroque Soloists, Joanne Lunn, Jan Kobow, Dietrich Henschel. Soli Deo Gloria, 2000.
- J.S. Bach: Cantatas. Nikolaus Harnoncourt, Arnold Schoenberg Chor, Concentus Musicus Wien, Christine Schäfer, Bernarda Fink, Werner Güra, Christian Gerhaher. Deutsche Harmonia Mundi, 2006.
- Bach: Cantates pour la Nativité, Intégrale des cantates sacrées Vol. 4. Leiter von der Orgel aus: Eric Milnes, Montréal Baroque, Monika Mauch, Matthew White, Charles Danie, Harry van der Kamp. ATMA Classique, 2007.
- J.S. Bach: Cantatas for the Complete Liturgical Year Vol. 9. Sigiswald Kuijken, La Petite Bande, Gerlinde Sämann, Petra Noskaiová, Christoph Genz, Jan van der Crabben. Accent, 2008.

DVD
- „Nun komm der Heiden Heiland“. Kantate BWV 61. Rudolf Lutz, Chor und Orchester der J. S. Bach-Stiftung, Maria Cristina Kiehr, Gerd Türk, Manuel Walser. Samt Einführungsworkshop sowie Reflexion von Noldi Alder. Gallus Media, St. Gallen 2012.